# Thymelaeoideae
Thymelaeoideae, potporodica Vrebinovki. Sastoji se od dva tribusa, a tipični rod je vrebina ili timeleja, od kojih u hrvatskoj rastu dvije vrste dlakava vrebina (Thymelaea hirsuta) i vrapčja vrebina (Thymelaea passerina)

## Rodovi
1. Tribus Aquilarieae Horan.
  1. Aquilaria Lam. (21 spp.)
  2. Gyrinops Gaertn. (9 spp.)
2. Tribus Thymelaeeae Endl.
  1. Linostoma Wall. ex Endl. (4 spp.)
  2. Jedda J. R. Clarkson (1 sp.)
  3. Lophostoma (Meisn.) Meisn. (4 spp.)
  4. Enkleia Griff. (3 spp.)
  5. Dicranolepis Planch. (18 spp.)
  6. Synaptolepis Oliv. (5 spp.)
  7. Craterosiphon Engl. & Gilg (10 spp.)
  8. Linodendron Griseb. (3 spp.)
  9. Stephanodaphne Baill. (9 spp.)
  10. Phaleria Jack (25 spp.)
  11. Peddiea Harv. (10 spp.)
  12. Daphnopsis Mart. & Zucc. (71 spp.)
  13. Goodallia Benth. (1 sp.)
  14. Funifera Leandro ex C. A. Mey. (4 spp.)
  15. Schoenobiblus Mart. & Zucc. (10 spp.)
  16. Ovidia Meisn. (2 spp.)
  17. Dirca L. (4 spp.)
  18. Lagetta Juss. (3 spp.)
  19. Daphne L. (80 spp.)
  20. Wikstroemia Endl. (105 spp.)
  21. Rhamnoneuron Gilg (1 sp.)
  22. Edgeworthia Meisn. (5 spp.)
  23. Thymelaea Mill. (31 spp.)
  24. Diarthron Turcz. (18 spp.)
  25. Stellera J. G. Gmel. ex L. (2 spp.)
  26. Englerodaphne Gilg (2 spp.)
  27. Atemnosiphon Leandri (1 sp.)
  28. Gnidia L. (155 spp.)
  29. Dais Royen ex L. (2 spp.)
  30. Struthiola L. (33 spp.)
  31. Lachnaea L. (40 spp.)
  32. Passerina L. (20 spp.)
  33. Drapetes Banks ex Lam. (1 sp.)
  34. Kelleria Endl. (12 spp.)
  35. Pimelea Banks ex Sol. (145 spp.)
  36. Lasiadenia Benth. (2 spp.)